# Eugène Allys
Eugène-Marie-Joseph Allys MEP (* 12. Februar 1852 in Paimpont; † 23. April 1936) war ein französischer römisch-katholischer Ordensgeistlicher und Apostolischer Vikar von Huế.

## Leben
Eugène Allys trat der Ordensgemeinschaft der Pariser Mission bei und empfing am 10. Oktober 1875 das Sakrament der Priesterweihe.
Am 30. Januar 1909 ernannte ihn Papst Pius X. zum Titularbischof von Phacusa und zum Apostolischen Vikar von Nord-Cochin (später Huế). Der Apostolische Vikar von West-Cochin, Lucien-Émile Mossard MEP, spendete ihm am 24. Mai desselben Jahres die Bischofsweihe; Mitkonsekratoren waren der Apostolische Vikar von Küsten-Tonking, Jean-Pierre-Alexandre Marcou MEP, und der Apostolische Vikar von Kambodscha, Jean-Claude Bouchut MEP.
Allys trat am 30. Juni 1931 als Apostolischer Vikar von Huế zurück.